# Папков, Борис Николаевич
Борис Николаевич Папков — советский хозяйственный, государственный и политический деятель.

## Биография
Родился 5 января 1896 года во Владикавказе в семье инженера Николая Павловича Папкова (1867—1944) — автора знаменитой лестницы в Железноводском парке. Он приходился братом управляющего московского дома купцов Сиротининых Василия Павловича Папкова. Мать — Татьяна Михайловна Папкова.
С 1919 года — на хозяйственной, общественной и политической работе. В 1919—1921 гг. — врач на фронтах Первой мировой и Гражданской войн, врач в Орджониикдзевском крае, научный сотрудник, старший научный сотрудник Пятигорской клиники, участник Великой Отечественной войны, начальник санчасти штаба Центрального, Брянского, Воронежского и 1-го Украинского фронтов. В 1949—1951 гг. директор Государственного научно-исследовательского института курортологии. Многие годы был научным руководителем и главным врачом Железноводской клиники.
Автор монографии «Курорт Пятигорск»
Был членом КПСС. Избирался депутатом Верховного Совета РСФСР 2-го созыва.
Умер в Пятигорске в 1987 году.

## Семья
Был женат. Сын Николай родился 16.06.1921 и жил в Пятигорске. С 1949 по 1953 г. учился в Военно-политической академии имени В. И. Ленина. Один из первых редакторов Пятигорской студии телевидения. Скончался 10.06.2008 г. Похоронен на Краснослободском кладбище Пятигорска.
Внучатая племянница: Е. В. Попкова (1947—1992). Актриса московского театра «Сфера». Похоронена на Ваганьковском кладбище.
Внучатый племянник: Борис Николаевич Бочарников 1991 г.р., искусствовед.

## Избранные работы
- Папков Б. Н. Курорт Пятигорск: Науч.-попул. очерк / Б. Н. Папков, заслуж. врач РСФСР. — Ставрополь : Крайиздат, 1950 (Ставроп. краев. гостип.). — 72 с. : ил.;